# Juan Martínez Trejo
Juan Manuel Martínez Trejo (San Miguel de Tucumán, 12 gennaio 1992) è un calciatore argentino, difensore del Pirata FC.

## Caratteristiche tecniche
È un terzino sinistro.

## Carriera
Cresciuto nelle giovanili dell'Independiente, debutta in prima squadra il 23 settembre 2012 disputando da titolare il match pareggiato per 1-1 contro l'All Boys.